# Красний Октябр (Цілинний округ)
Красний Октя́бр (рос. Красный Октябрь) — присілок у складі Цілинного округу Курганської області, Росія.
Населення — 178 осіб (2010, 233 у 2002).
Національний склад станом на 2002 рік:
- росіяни — 80 %